# 额日西莫足球俱乐部
额日西莫足球俱乐部（“能源”）是一支位于蒙古首都乌兰巴托的足球俱乐部，是蒙古國家超級足球聯賽参赛球队，自1996年职业联赛创建以来，已八次问鼎联赛冠军。 球队主场设在乌兰巴托国家体育场，2011年11月由亞足聯批准，蒙古加入2012年亞足聯主席盃，球队以蒙古超级杯冠军的身份，代表蒙古首次在亚洲赛事中亮相。

## 榮譽
- 蒙古國家超級足球聯賽:[2]
  - 冠軍 (13): 1996, 1998, 2000, 2002, 2007, 2008, 2012, 2013, 2015, 2016, 2017, 2018, 2021–22
  - 亞軍 (6): 1997, 1999, 2009, 2014, 2015, 2019

- 蒙古足协杯: [1]
  - 冠軍 (9): 1996, 1997, 1998, 1999, 2000, 2011, 2012, 2015, 2019
  - 亞軍 (3): 2001, 2002, 2014

- 蒙古超級盃: [6]
  - 冠軍 (7): 2011, 2012, 2013, 2014, 2015, 2016, 2017

## 亞洲賽成績
- 亞足聯主席盃: 3 次[4]

2012: 小组赛
2013: 入围
2014: 小组赛
- 亞洲足協盃: 3 次

2017: 小组赛
2018: 附加賽輪
2019: 初賽輪

## 外部連結
- 蒙古足协 （页面存档备份，存于）